# Campeonato Mundial de Halterofilismo de 2017 - Até 56 kg masculino
A categoria até 56 kg masculino foi um evento do Campeonato Mundial de Halterofilismo de 2017, disputado no Centro de Convenções de Anaheim, nos Estados Unidos, no dia 29 de novembro de 2017.

## Calendário
Horário local (UTC-8)
| Dia            | Horário | Fase    |
| -------------- | ------- | ------- |
| 29 de novembro | 13:55   | Grupo A |

## Medalhistas
| Prova     | Ouro                 | Ouro   | Prata                   | Prata  | Bronze                  | Bronze |
| --------- | -------------------- | ------ | ----------------------- | ------ | ----------------------- | ------ |
| Arranque  | Thạch Kim Tuấn (VIE) | 126 kg | Trần Lê Quốc Toàn (VIE) | 119 kg | Josué Brachi (ESP)      | 118 kg |
| Arremesso | Thạch Kim Tuấn (VIE) | 153 kg | Witoon Mingmoon (THA)   | 152 kg | Trần Lê Quốc Toàn (VIE) | 151 kg |
| Total     | Thạch Kim Tuấn (VIE) | 279 kg | Trần Lê Quốc Toàn (VIE) | 270 kg | Witoon Mingmoon (THA)   | 267 kg |

## Recordes
Antes desta competição, os recordes mundiais da categoria eram os seguintes:
| Recorde         | Tipo      | Atleta              | Peso   | Local          | Data                   |
| --------------- | --------- | ------------------- | ------ | -------------- | ---------------------- |
| Recorde mundial | Arranque  | Wu Jingbiao (CHN)   | 139 kg | Houston        | 21 de novembro de 2015 |
| Recorde mundial | Arremesso | Om Yun-chol (PRK)   | 171 kg | Houston        | 21 de novembro de 2015 |
| Recorde mundial | Total     | Long Qingquan (CHN) | 307 kg | Rio de Janeiro | 7 de agosto de 2016    |

## Resultados
Os resultados foram os seguintes:
| Pos.              | Atleta                   | Grupo | Arranque (kg) | Arranque (kg) | Arranque (kg) | Arranque (kg)     | Arremesso (kg) | Arremesso (kg) | Arremesso (kg) | Arremesso (kg)    | Total (kg) |
| Pos.              | Atleta                   | Grupo | 1             | 2             | 3             | Pos.              | 1              | 2              | 3              | Pos.              | Total (kg) |
| ----------------- | ------------------------ | ----- | ------------- | ------------- | ------------- | ----------------- | -------------- | -------------- | -------------- | ----------------- | ---------- |
| Medalha de ouro   | Thạch Kim Tuấn (VIE)     | A     | 123           | 126           | 129           | Medalha de ouro   | 150            | 153            | 158            | Medalha de ouro   | 279        |
| Medalha de prata  | Trần Lê Quốc Toàn (VIE)  | A     | 119           | 119           | 122           | Medalha de prata  | 151            | 154            | 154            | Medalha de bronze | 270        |
| Medalha de bronze | Witoon Mingmoon (THA)    | A     | 115           | 118           | 119           | 5                 | 147            | 152            | 155            | Medalha de prata  | 267        |
| 4                 | Carlos Berna (COL)       | A     | 113           | 116           | 117           | 4                 | 144            | 144            | 149            | 4                 | 266        |
| 5                 | Josué Brachi (ESP)       | A     | 116           | 118           | 120           | Medalha de bronze | 135            | 138            | 140            | 5                 | 258        |
| 6                 | Seraj Al-Saleem (KSA)    | A     | 108           | 112           | 112           | 6                 | 138            | 143            | 143            | 6                 | 250        |
| 7                 | Marcos Rojas (PER)       | A     | 100           | 103           | 105           | 9                 | 131            | 135            | 137            | 7                 | 240        |
| 8                 | Manueli Tulo (FIJ)       | A     | 103           | 107           | 107           | 10                | 130            | 135            | 138            | 8                 | 238        |
| 9                 | Brian Reisenauer (USA)   | A     | 105           | 105           | 105           | 8                 | 127            | 132            | 132            | 9                 | 232        |
| ---               | Azroy Hazalwafie (MAS)   | A     | 111           | 111           | 114           | 7                 | 132            | 132            | 132            | ---               | ---        |
| ---               | Habib de las Salas (COL) | A     | 110           | 110           | 110           | ---               | 143            | ---            | ---            | ---               | ---        |
| ---               | Mirco Scarantino (ITA)   | A     | 114           | 114           | 114           | ---               | ---            | ---            | ---            | ---               | ---        |